# Cosmorama

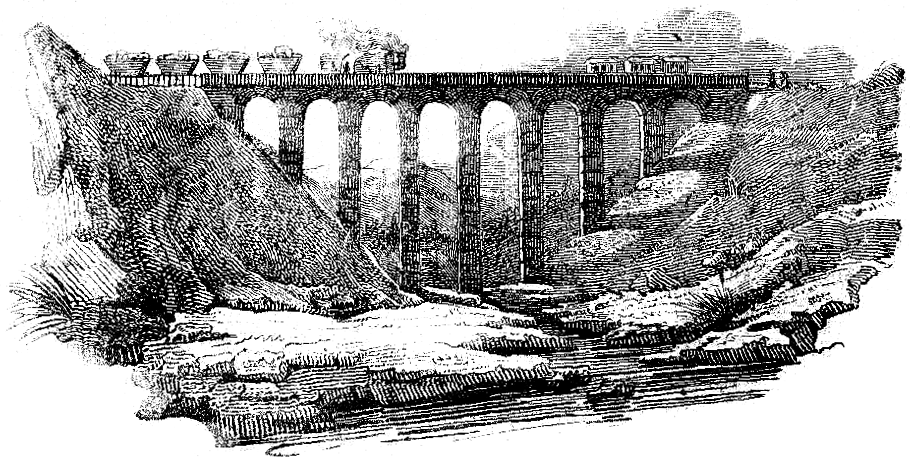
Cosmorama pictòric

Un cosmorama (paraula provinent de las dues paraules gregues χοςμος, significant món o univers i χοραμα, significant vista) és la representació pictòrica de paisatges, monuments, edificis, poblacions o escenes de la natura en quadres vists a través d'un vidre òptic.
El cosmorama, quan està ben disposat i que les pintures es troben executades amb destresa i ben il·luminades, produeix un efecte que enganya la vista humana fingint-li una realitat, en la que no hi ha res més que color.
Aquest invent és considerat com, ni més ni menys que un dels precursors o variants del famós diorama de Louis-Jacques-Mandé Daguerre, el qual va servir a l'inventor de la fotografia com a forma de diversió, mitjà de subsistència i experimentació dels seus coneixements sobre la cambra obscura i la llum.
Durant el segle xix, aquest concepte es va generalitzar molt però pocs cosmorames van ser mereixedors del nom com a tal, ja que, generalment, molts d'aquests no es componien de res més que estampes mal il·luminades col·locades darrere d'un vidre lenticular. Quan un cosmorama estava ben executat i comptava amb la il·luminació corresponent, produïa un efecte òptic que donava la sensació d'estar veient la realitat i no només un quadre pintat. Els espectacles òptics bons en aquest gènere eren molt escassos i eren pocs els que aconseguien crear cosmorames que oferissin bones presentacions visuals, ja que per aconseguir grans efectes, no només calia tenir un vidre i una pintura a mà sinó que era necessari que aquesta fos deguda a un pinzell mestre, que la perspectiva fos rigorosa i que les proporcions no apareguessin desfigurades o que els objectes es mostressin més grans del compte i fora de proporció.
Quan l'ull de l'observador i el quadre estan fora dels focus del vidre lenticular, hi ha inversió, el que fa que la pintura ha de col·locar-se de manera que aparegui en posició ferma. En el cas més favorable per poder enlluernar bé un cosmorama, però, és molt més senzill posar el quadre dins del focus, perquè així no hi hagi necessitat d'invertir-lo.
Un dels cosmorames que més èxit va tenir va ser el que va fundar a París l'abat Gazzera l'any 1808 i que va presentar la seva última exposició l'any 1832. L'abat va proposar-se plasmar els llocs i monuments més rellevants i notables de la Terra, començant pels que es trobaven al continent asiàtic. La major part dels quadres van ser pintats pels artistes més cèlebres del moment, aconseguint reunir una col·lecció de 800 vistes, de les quals figuraven exposades 72 en cada exhibició. Al principi, els quadres mesuraven 1 metre per 75 cm aproximadament i es van utilitzar vidres amb un diàmetre d'uns 20 centímetres, però després van créixer les dimensions d'aquests últims fins a 25 o 30 centímetres de diàmetre i fins a 2 metres de longitud per 1,20 d'altura.
L'abat Gazzera, que és considerat per molts el fundador del cosmorama, va regalar els millors quadres que exposava als seus amics, ja que preferia això a cedir-li la col·lecció sencera a la família reial, la qual li oferia una quantitat important de diners.
Anys després, a Veneçuela, el 17 d'octubre de 1846, va aparèixer publicat al número 621 d'"El Liberal" un anunci convidant al públic a presentar-se qualsevol dia de la setmana, de les 18h a les 21h, a un establiment del centre de Caracas, on es duria a terme aquest tipus d'acte.
Aquella presentació consistia en un conjunt de vistes i moments rellevants de la història com eren; 
- Vista del Palau i Cambra de diputats a Paris.
- Vista de l'incendi de Moscou al arribar l'exèrcit francès al front de la ciutat.
- Vista de l'exterior de l'església de Sant Gervasi a Paris.
- Vista de la ciutat d'Atenes i les seves ruïnes.
- Vista de la batalla de Moscou abans de l'incendi.
- Vista de la plaça de la Concòrdia a Paris.
- Vista de la gran batalla de Friedlan el 14 de juny de 1807.
- Vista del Palau de les Belles Arts de Paris.

L'èxit del cosmorama arrelava la idea que existien nombroses dificultats per la realització de viatges dins i fora del país, que hi havia escasses diversions i que es tenia com a centre d'admiració el continent europeu.
Aquests espectacles de panoràmiques elaborades amb aquarel·les, olis i altres materials pictòrics, amb il·luminacions variades que donaven la impressió del pas del temps, constaten l'interès del públic en veure imatges que se succeeixen, fets i llocs que han arribat a conèixer a través de la història, la literatura i dels testimonis viatgers. Es pot afirmar, doncs, que aquí es troben els primers intents d'educar a través d'altres mètodes que no fossin els usuals.
Això, juntament amb la fotografia, va estimular encara més l'home a persistir a la cerca de comprendre, amb imatges successives, la vida, la qual, poc temps després, portaria a la invenció del cinema.
Posteriorment en la història i prenent com a base els cosmorames, s'han inventat multitud d'espectacles semblants a aquest invent primerenc, cada un amb noms molt diversos, com són; 
- Panstereorama, vista de plànols en relleu.
- Alporama, vista dels Alps.
- Diafanorama, o vistes de quadres transparents.
- Pirorama, exposició en vidre.
- Diorama
- Uranorama, o representació dels moviments celestes.
- Europorama, vistes d'Europa.
- Georama, vista de totes les parts del món en una gran esfera.
- Neorama, o vistes interiors d'edificis.